# Уналашка (місто)
Уналашка (англ. Unalaska) — місто (англ. city) в США, в окрузі Західні Алеутські острови штату Аляска. Населення — 4254 особи (2020).
Розташоване на островах Уналашка та Амакнак в Алеутському архіпелазі. В місті проживає 4376 осіб (2010). 60 % населення міста зосереджені на острові Амакнак, хоча він становить всього лише 3 % від загальної площі міста. На острові розташовані практично всі портові споруди та аеропорт. Уналашка та Амакнак з'єднані мостом, перекинутим через Датч-Харбор (англ. — Голландська гавань). Місце було названо так російськими моряками, оскільки вони визнали, що першими до них тут вже побували голландські кораблі.

## Географія
Уналашка розташована за координатами 53°54′48″ пн. ш. 166°31′30″ зх. д. / 53.91333° пн. ш. 166.52500° зх. д. (53.913312, -166.525080).  За даними Бюро перепису населення США в 2010 році місто мало площу 550,80 км², з яких 289,52 км² — суходіл та 261,28 км² — водойми.

### Клімат
В Уналашці океанічний клімат з незначною річною різницею температур, великою кількістю опадів та високою вологістю. Велику частину часу місто накрите туманом. Постійно дме вітер, часом досягаючи швидкості в 28 м/с. Зима довга, але м'яка. Літо коротке та прохолодне; денні температури рідко перевищують відмітку 15 °C. Мінімальна температура за всю історію метеоспостережень склала-15 °C, а максимальна досягла 26 °C. Місцевість вважається однією з найвологіших та найбільш дощових у США: близько 250 днів у році йде дощ або мокрий сніг.
| Клімат : Уналашка       | Клімат : Уналашка | Клімат : Уналашка | Клімат : Уналашка | Клімат : Уналашка | Клімат : Уналашка | Клімат : Уналашка | Клімат : Уналашка | Клімат : Уналашка | Клімат : Уналашка | Клімат : Уналашка | Клімат : Уналашка | Клімат : Уналашка | Клімат : Уналашка |
| Показник                | Січ.              | Лют.              | Бер.              | Квіт.             | Трав.             | Черв.             | Лип.              | Серп.             | Вер.              | Жовт.             | Лист.             | Груд.             | Рік               |
| Абсолютний максимум, °C | 14,4              | 12,2              | 16,1              | 14,4              | 15,6              | 22,8              | 25,0              | 27,8              | 23,3              | 18,3              | 13,9              | 15,0              | 27,8              |
| Середній максимум, °C   | 2,6               | 3,0               | 3,6               | 4,9               | 7,8               | 10,8              | 13,8              | 14,9              | 12,2              | 8,5               | 5,7               | 3,9               | 7,7               |
| Середня температура, °C | 0,3               | 0,3               | 0,8               | 2,3               | 5,2               | 8,2               | 10,8              | 11,8              | 9,3               | 5,7               | 3,0               | 1,5               | 4,9               |
| Середній мінімум, °C    | −2,2              | −2,3              | −2,1              | −0,3              | 2,6               | 5,4               | 7,7               | 8,7               | 6,4               | 2,9               | 0,1               | −0,9              | 2,2               |
| Абсолютний мінімум, °C  | −22,2             | −17,8             | −16,7             | −20,6             | −9,4              | −1,1              | −6,1              | −1,1              | −7,2              | −16,7             | −13,3             | −15               | −22,2             |
| Норма опадів, мм        | 185               | 161               | 137               | 88                | 101               | 63                | 56                | 68                | 132               | 182               | 172               | 200               | 1545              |
| Днів з опадами          | 21                | 20                | 20                | 17                | 17                | 14                | 13                | 14                | 18                | 23                | 23                | 23                | 223,0             |
| ----------------------- | ----------------- | ----------------- | ----------------- | ----------------- | ----------------- | ----------------- | ----------------- | ----------------- | ----------------- | ----------------- | ----------------- | ----------------- | ----------------- |
| Джерело: WRCC           |                   |                   |                   |                   |                   |                   |                   |                   |                   |                   |                   |                   |                   |

## Історія
18 жовтня 1867 місто в складі всієї російської колонії було передане Сполученим Штатам.
1940 року Датч-Харбор стає військово-морським портом ВМС США. Влітку 1942 року острів протягом декількох днів піддавався атакам японської авіації, а згодом місцеві мешканці були евакуйовані на південний схід Аляски до самого закінчення війни. Після війни порт став бурхливо розвиватися, нарощуючи виробництво, і до 1981 року вийшов в лідери серед американських портів з видобутку й обробки крабових.

## Демографія
Згідно з переписом 2010 року, у місті мешкало 4376 осіб у 927 домогосподарствах у складі 533 родин. Густота населення становила 8 осіб/км².  Було 1106 помешкань (2/км²).
Расовий склад населення:
| - 39,2 % — білих - 32,6 % — азіатів - 6,9 % — чорних або афроамериканців - 6,1 % — корінних американців - 2,2 % — вихідців з тихоокеанських островів - 7,4 % — осіб інших рас |

До двох чи більше рас належало 5,6 %. Частка іспаномовних становила 15,2 % від усіх жителів.
За віковим діапазоном населення розподілялося таким чином: 14,0 % — особи молодші 18 років, 83,3 % — особи у віці 18—64 років, 2,7 % — особи у віці 65 років та старші. Медіана віку мешканця становила 40,7 року. На 100 осіб жіночої статі у місті припадало 216,9 чоловіків;  на 100 жінок у віці від 18 років та старших — 242,6 чоловіків також старших 18 років.
Середній дохід на одне домашнє господарство  становив 102 716 доларів США (медіана — 90 500), а середній дохід на одну сім'ю — 112 329 доларів (медіана — 99 327). Медіана доходів становила 40 452 долари для чоловіків та 30 163 долари для жінок. За межею бідності перебувало 7,6 % осіб, у тому числі 5,7 % дітей у віці до 18 років та 4,9 % осіб у віці 65 років та старших.
Цивільне працевлаштоване населення становило 3211 осіб. Основні галузі зайнятості: виробництво — 44,9 %, транспорт — 15,6 %, роздрібна торгівля — 7,7 %, освіта, охорона здоров'я та соціальна допомога — 7,3 %.

## Економіка

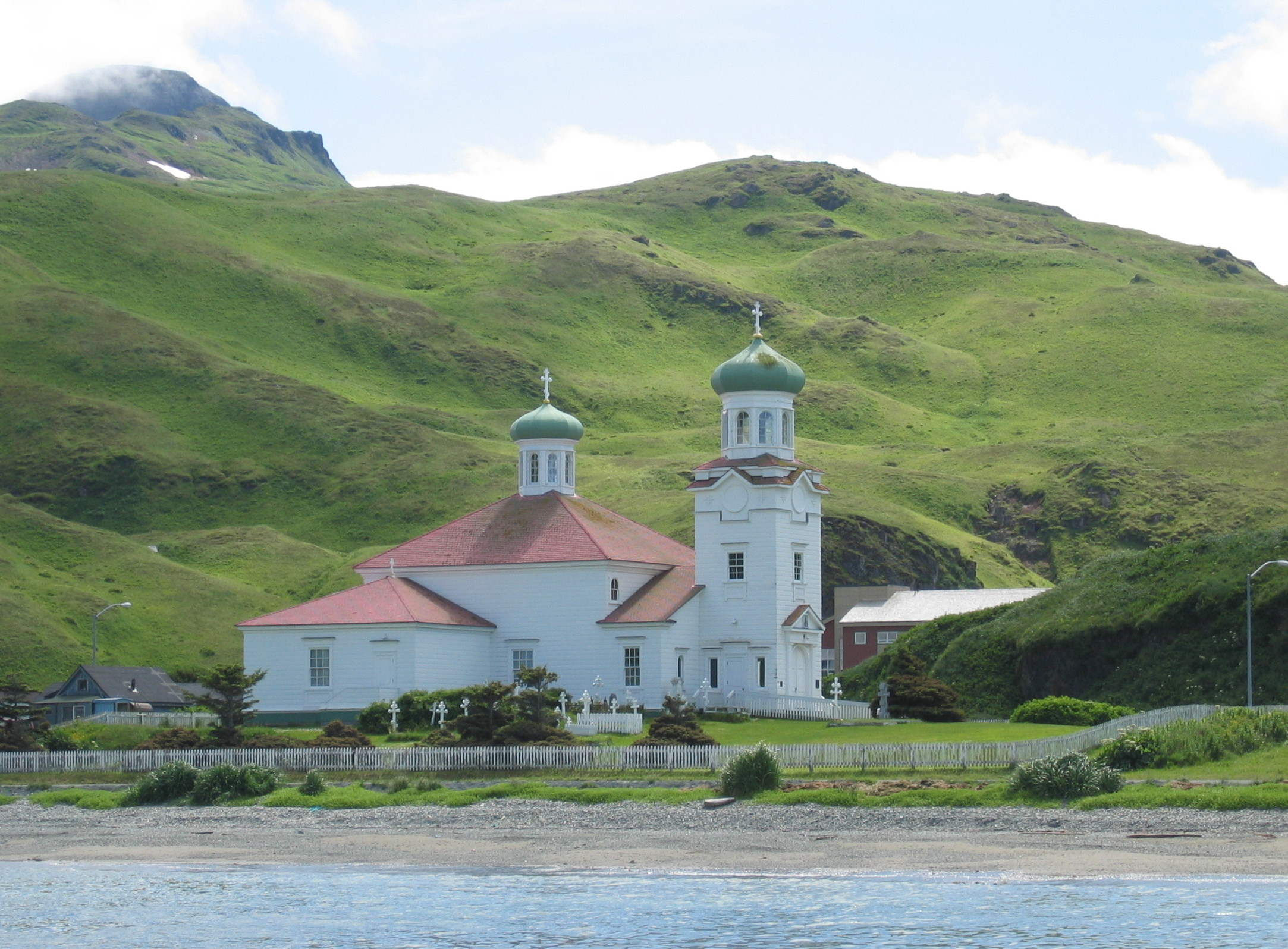
Церква Вознесіння Господнього

Крабовий промисел є основною статтею доходів міста. Порт Уналашки (Датч-Харбор), є основним портом крабового промислу в Беринговому морі. Протягом 19 років (1981 — 2000 років) Датч-Харбор лідирував серед риболовних портів США за кількістю спійманої та оброблюваної риби і краба. До 2000 року порт також був лідером з прибутку серед риболовних портів. Втім, в 2001 році порт Уналашки поступився першим місцем порту Нью-Бедфорд, Массачусетс.

### Туризм
Незважаючи на свою віддаленість від великої землі, місцевість має популярність серед туристів, переважно американців та канадійців. Подорож на Уналашку — це, здебільшого, милування красотами та спортивна риболовля. В Уналасці 6 риболовних компаній, які здають в оренду свої катери спеціально для туристів. Судно можна зафрахтувати на годину або на цілий день. Дуже популярні 15 — 20-хвилинні екскурсії на одномоторних літаках.
На острові три готелі, причому найбільший, Grand Aleutian Hotel, — на 100 номерів.

## Транспорт

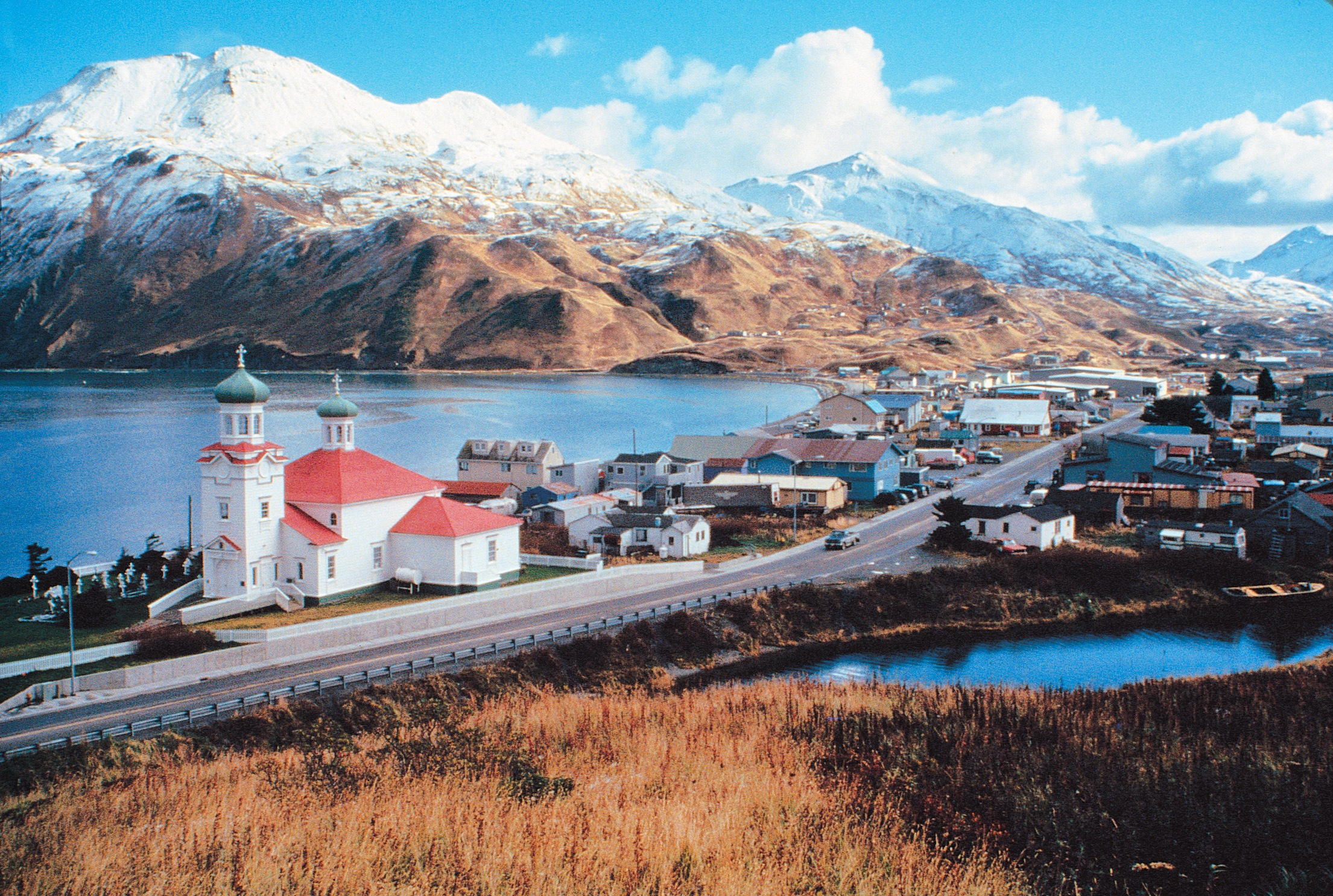
Загальний вид на місто

### Внутрішнє сполучення
Місто покрите мережею доріг загальною протяжністю 61 км, з яких 10 км — з асфальтовим покриттям. Оскільки пряме автомобільне сполучення з материком та іншими островами (крім Амакнака) відсутнє, основну транспортну роль відіграють порт Датч-Харбор та аеропорт. Вони розташовані на острові Амакнак, з'єднаному з Уналашкою автомобільним мостом. Порт Датч-Харбор виконує більш промислову функцію, ніж транспортну. Воротами на материк є переважно аеропорт.

### Аеропорт Датч-Харбор
Після припинення польотів найбільшого на Алясці авіаперевізника Alaska Airlines в Уналашку в 2004 році місцевий аеропорт Датч Харбор обслуговує єдина авіакомпанія — PenAir (Peninsula Airlines), код-шерінговий партнер Alaska Airlines. Регулярні рейси здійснюються в Анкоридж, Джуно та деякі інші міста Аляски.

### Українською
- Атлас світу / голов. ред. І. С. Руденко ; зав. ред. В. В. Радченко ; відп. ред. О. В. Вакуленко. — К. : ДНВП «Картографія», 2005. — 336 с. — ISBN 9666315467.
- Атлас. 10-11 клас. Економічна і соціальна географія світу / упорядники :  О. Я. Скуратович, Н. І. Чанцева. — К. : ДНВП «Картографія», 2010. — ISBN 978-966-475-639-3.

### Російською
- «На схід від Берингової протоки» , Успенський С. 1980
- «Аляска більше, ніж ви думаєте» , Пєсков В. 1995
- «З далеких мандрівок…» , Авдюков Ю. 1997